# رمضان جمال
توجد بلدية رمضان جمال بولاية سكيكدة تحدها شمالا بلديات بني بشير، حمادي كرومة والحدائق، وجنوبا بلديتي صالح بوالشعور ولغدير، وشرقا بلدية عزابة، وغربا بلديتي بوشطاطة وأمجاز الدشيش. وهي بلدية تعدادها السكاني 27194 نسمة يمارس الزراعة كمصدر اساسي وخدمات السياحة